# Карневек
Карневек (пол. Karniewek) — село в Польщі, у гміні Покшивниця Пултуського повіту Мазовецького воєводства.
Населення — 160 осіб (2011).
У 1975-1998 роках село належало до Цехановського воєводства.

## Демографія
Демографічна структура станом на 31 березня 2011 року:
|          | Загалом | Допрацездатний вік | Працездатний вік | Постпрацездатний вік |
| -------- | ------- | ------------------ | ---------------- | -------------------- |
| Чоловіки | 80      | 10                 | 58               | 12                   |
| Жінки    | 80      | 19                 | 49               | 12                   |
| Разом    | 160     | 29                 | 107              | 24                   |